# 大桑城
大桑城（おおがじょう）は、岐阜県山県市大桑・青波・富永地区の境にあった鎌倉時代から戦国時代にかけての日本の城（山城）。標高408メートルの古城山（別名・金鶏山）の山頂付近に存在した。

## 概要
美濃国守護・土岐氏の守護所が置かれた城。古城山の山頂付近が本丸であり、その南に二の丸・三の丸が続き、400メートルにわたって曲輪が連なっていたと推定される。現在も曲輪、土塁等の遺構が残る。南麓（現在の市場、椿野、市洞）には城下町があって栄えたという。城下町は越前国の朝倉氏の一乗谷城の城下町を参考にしたものであり、江戸時代まで残った。

## 歴史
『美濃国諸旧記』によれば、逸見義重が承久3年（1221年）の承久の乱での功績によって大桑郷を領地とし、子の大桑又三郎が大桑城を築いたとされる（1250年頃か）。また、守護・土岐成頼の3男の土岐定頼が明応5年（1496年）に改築し、大桑兵部大輔と名乗って一代限りで住んだともいう（後に大畑と改姓）。その後は土岐頼純・頼芸の兄弟が居城とした。1509年（永正6年）には守護代の斎藤氏が台頭してきた事もあり、土岐氏は拠点を川手城（現済美高等学校付近）から福光館（現岐阜市福光）に移し、さらに1532年（天文元年）に枝広館（現岐阜県立長良高等学校付近）に移す。
天文4年7月1日（1535年）、長良川の洪水で枝広館は流失したため、当主の土岐頼芸は拠点を稲葉山山麓に拠点を移した。また、土岐頼純は越前国の朝倉氏の協力で大桑城を拠点とし、城下町を開く。『美濃国諸旧記』によれば、1542年（天文11年）に斎藤道三に攻められ頼芸は城を出たが、尾張国の織田信秀の仲介で和睦し帰城した。しかし1547年に道三が再び侵攻すると落城して頼純は討死し、頼芸も本巣郡河内（現・本巣市）に逃れ、大桑城は道三によって焼かれた。

## 現在

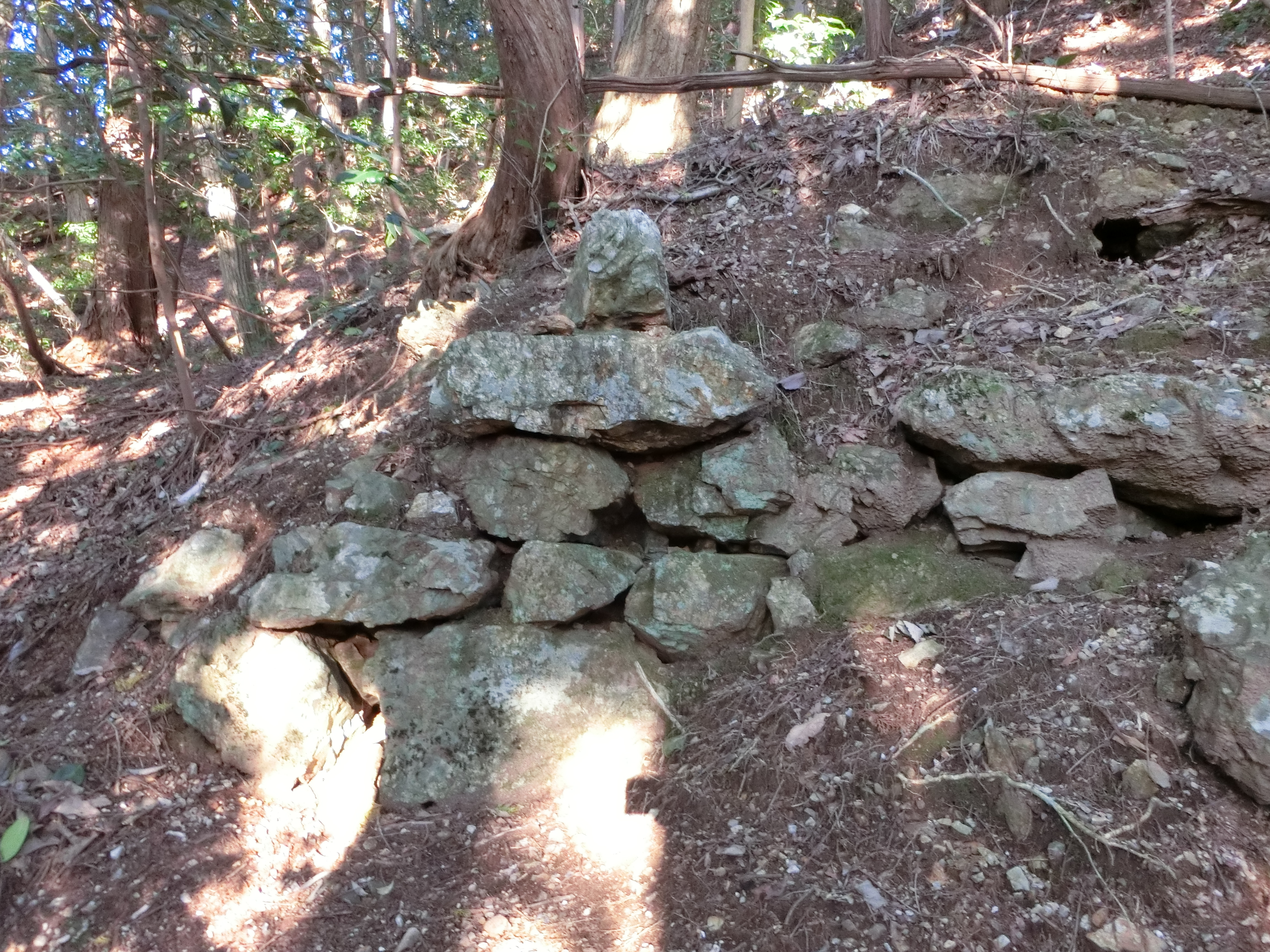
現存する石垣（2020年10月）。

古城山山頂からは岐阜の街を展望できるため、現在では古城山は登山・ハイキングコースとして親しまれている。
山麓の市指定史跡「四国堀跡」は、城下に造られた空堀と土塁からなる遺構で、尾張・伊勢・越前・近江の4ヵ国から加勢を受けて築造したと伝わる。
1988年（昭和63年）、古城山山頂近くの大桑城本丸跡地近くにミニチュアの大桑城（模擬天守閣）が造られている。ミニ大桑城と呼ばれている。
2020年（令和2年）12月、大桑城、および大桑城城下町の跡は、山県市教育委員会の手で発掘調査が進められており、巨石を用いた城門などが見つかっている。2021年には台所と呼ばれる庭園があったことが判明した。池の跡とみられる窪地が発見されている。
城の南西、富永字相原地区には、土岐氏が大桑城入城の際、越前の平泉寺白山神社を模して祀られた白山神社がある。平泉寺白山神社のように苔で覆われた参道を抜けると社殿（国の重要文化財）がある。

## 登場する小説
- 司馬遼太郎『国盗り物語』- 土岐頼芸の籠る大桑城を斎藤道三が攻めて追放すると書かれるなど、大桑城がたびたび登場している。

## 落城に関する言い伝え
- 斉藤道三の配下の者が大桑城への抜け道が無いかを、山のふもとに薪を拾いに来ていた青波村の餅屋の老婆に尋ねると、抜け道は無いと答えた。老婆はふと考えると、「ふもとから城の下へ向かって草木を刈り取り、枯れた枝で火道を作ればよい」と提案した。この提案により火道が作られ、老婆が刈った枝や草の乾き具合を確認し、乾いた頃合を見て火をつける合図をした。すると火はふもとから城の建物の西へ、あっという間に燃え移り大桑城は落城したという。その後、落城は青波村の老婆が関与したことを知った大桑村の住民は、青波村との嫁入り、婿取りを行わなくなったという[8]。